# 227 (số)
227 (hai trăm hai mươi bảy) là một số tự nhiên ngay sau 226 và ngay trước 228.